# Chinesische Tischtennisnationalmannschaft
Die chinesische Tischtennisnationalmannschaft ist die Auswahl des chinesischen Tischtennisverbands, die – unter anderem durch jeweils mehr als 20 WM-Titel – sowohl bei den Männern als auch bei den Frauen das mit Abstand erfolgreichste Team ist.

## Männer

### Aktuelle Besetzung
- Trainer: Liu Guoliang
- Fan Zhendong
- Liang Jingkun
- Lin Gaoyuan
- Ma Long
- Wang Chuqin

### Erfolge

#### Weltmeisterschaften
- Gold (23): 1961, 1963, 1965, 1971, 1975, 1977, 1981, 1983, 1985, 1987, 1995, 1997, 2001, 2004, 2006, 2008, 2010, 2012, 2014, 2016, 2018, 2022, 2024
- Silber (5): 1973, 1979, 1989, 1993, 2000
- Bronze (3): 1956, 1957, 1959

#### Olympische Spiele
- Gold (5): 2008, 2012, 2016, 2020, 2024

#### World Cups
- Gold (10): 1991, 1994, 2007, 2009, 2010, 2011, 2013, 2015, 2018, 2019
- Silber (1): 1990

#### Asienmeisterschaften
- Gold (24): 1974, 1976, 1978, 1980, 1982, 1984, 1986, 1988, 1990, 1992, 1994, 1998, 2000, 2003, 2005, 2007, 2009, 2011, 2013, 2015, 2017, 2019, 2023, 2024
- Silber (2): 1972, 1996

#### Asienspiele
- Gold (11): 1974, 1978, 1982, 1994, 1998, 2002, 2006, 2010, 2014, 2018, 2022
- Silber (1), 1986
- Bronze (1), 1990

### Geschichte

Weltranglistenpositionen der besten 4 chinesischen Tischtennisspieler seit 2001

An den ersten Weltmeisterschaften vor dem Zweiten Weltkrieg nahm China nicht teil, ab den 1950er Jahren stieg es aber zu den weltweit stärksten Mannschaften auf. Die erste WM-Medaille war Bronze 1956, 1961 wurde zum ersten Mal Gold gewonnen. Direkt darauf folgten zwei weitere WM-Titel, bevor das Team 1967 und 1969 nicht zu den Weltmeisterschaften antrat. Ab den 1970ern etablierte sich China auch bei Asienmeisterschaften und Asienspielen als dominierendes Team und konnte bis auf wenige Ausnahmen alle Turniere gewinnen. Von 1971 bis 1989 war China auch in jedem WM-Finale vertreten, musste ab den 1980ern aber vor allem mit Schweden konkurrieren, das zwischen 1989 und 1993 dreimal in Folge Weltmeister wurde. Für China reichte es 1991 nur für Platz 7, im Anschluss wurde das Finale jedoch lange Zeit nicht mehr verpasst. Das WM-Finale 2000 gegen Schweden war die vorerst letzte Niederlage, zwischen 2001 und 2024 holte die chinesische Mannschaft elfmal in Folge die Goldmedaille, ebenso gewann sie alle der 2008 eingeführten olympischen Teamwettbewerbe.

## Frauen

### Erfolge

#### Weltmeisterschaften
- Gold (23): 1965,  1975, 1977, 1979, 1981, 1983, 1985, 1987, 1989, 1993, 1995, 1997, 2000, 2001, 2004, 2006, 2008, 2012, 2014, 2016, 2018, 2022, 2024
- Silber (5): 1961, 1971, 1973, 1991,  2010
- Bronze (3): 1957, 1959, 1963

#### Olympische Spiele
- Gold (5): 2008, 2012, 2016, 2020, 2024

#### World Cups
- Gold (11): 1990, 1991, 1995, 2007, 2009, 2010, 2011, 2013, 2015, 2018, 2019
- Bronze (1): 1994

#### Asienmeisterschaften
- Gold (19): 1972, 1978, 1980, 1982, 1984, 1986, 1994, 1996, 1998, 2000, 2003, 2007, 2009, 2011, 2013, 2015, 2017, 2019, 2023
- Silber (4): 1974, 1976, 1992, 2024
- Silber (3): 1988, 1990, 2005

#### Asienspiele
- Gold (11): 1974, 1978, 1982, 1990, 1994, 1998, 2006, 2010, 2014, 2018, 2022
- Silber (2), 1986, 2002

### Geschichte

Weltranglistenpositionen der besten 4 chinesischen Tischtennisspielerinnen seit 2001

Die ersten Weltmeisterschaften vor dem Zweiten Weltkrieg fanden ohne die Beteiligung Chinas statt, 1957 gewann die Mannschaft dann Bronze, 1961 zum ersten Mal Silber und 1965 Gold. 1967 und 1969 nahm die chinesische Auswahl nicht an den Weltmeisterschaften teil, etablierte sich aber ab den 1970ern auch bei den Asienmeisterschaften und Asienspielen als dominierende Mannschaft. Ab 1971 war China in jedem WM-Finale vertreten, von 1975 bis 1989 gewann das Team achtmal in Folge WM-Gold, musste sich 1991 im Finale aber der gesamtkoreanischen Mannschaft geschlagen geben. Von 1993 bis 2008 folgte eine weitere Serie von acht Weltmeistertiteln in Folge, die 2010 von Singapur unterbrochen wurde. Ab 2008, als bei den Olympischen Spielen der Teamwettbewerb eingeführt wurde, holte das chinesische Team auch dort alle Titel. Die erste Niederlage seit 2010 erlitt China bei der Asienmeisterschaft 2024, als es im Finale Japan unterlag.